# Danny Green
Daniel Richard "Danny" Green, Jr, född 22 juni 1987 i North Babylon i New York, är en amerikansk basketspelare som spelar för Philadelphia 76ers i NBA.
Han innehar rekordet för antalet gjorda trepoängare under en finalserie i NBA (27 st). Detta skedde under 2013 års finalserie mellan San Antonio Spurs och Miami Heat, en serie som Miami vann med 4-3 i matcher.